# Hada verdinigra
Hada verdinigra là một loài bướm đêm trong họ Noctuidae.